# Juan Andrés Coloma
Juan Andrés Coloma Pérez Calvillo. (Elda, 5 de septiembre de 1621 - Elda. 13 de septiembre de 1694). IV Conde de Elda. Noble español.
Hijo de Juan Coloma, III Conde de Elda, heredó el título en 1638, cuando ya estaba casado con Isabel Francisca Pujades y Borja, hija del Conde de Anna, mayorazgo que ella adquirió el mismo año que Juan Andrés el Condado de Elda. La unión de ambos territorios garantizó al IV Conde de Elda una situación preeminente entre la nobleza. Administrador del mayorazgo de su esposa, también lo fue del de su madre en Castilla en 1639 y de los del Condado de Lodosa por herencia entre 1643 y 1675. Sin embargo la situación no le ahorró mantener pleitos sucesorios en distintos casos sobre la baronía de Anna, los derechos de los bienes de Catalina Cardona (que fue esposa del segundo señor de Elda) y los conflictos con otros nobles.
También debió afrontar dos litigios importantes entre 1673 y 1684: entre la propia villa de Elda y el Condado por haber tratado de obligar a los vasallos de aquella a declarar en el palacio del conde sus bienes para fijar los censos a satisfacer, negando estos su condición de vasallaje directo; y con los poseedores de bienes inmuebles anteriores a la expulsión de los moriscos que no se consideraban sujetos a tributación. Ambos se saldaron con un acuerdo general firmado entre las partes en 1684 por el que los vecinos se obligaban a construir un pantano para riego en la cuenca del río Vinalopó, y que más tarde sería el denominado Pantano de Elda.
A pesar de haber heredado un territorio saneado y haber acumulado mayorazgos suficientes para encontrarse en una sólida posición económica, bien fuera por los pleitos, bien por la mala administración de los bienes, se vio obligado a pedir adelantos sobre los censos y a enajenar parte del patrimonio, sin que le compensase que, como a sus antecesores, Felipe IV le nombrase alcaide del Castillo de Alicante.
De su matrimonio tuvo ocho hijos, de los que destacaron más tarde Antonio Fernando, conde de Anna, Francisco Coloma quien heredó el título del Condado de Elda y Joseph Coloma.